# Ann Sheridan
Ann Sheridan, pseudonimo di Clara Lou Sheridan (Denton, 21 febbraio 1915 – Los Angeles, 21 gennaio 1967), è stata un'attrice statunitense.

## Biografia

### Le origini
Nata da un meccanico, George W. Sheridan, e una casalinga, Lula Stewart Warren, era la più giovane di cinque figli e trascorse un'infanzia normale in una piccola città texana. Entrò al North Texas State Teacher's College con il progetto di diventare un'insegnante. Fu in quel periodo che una delle sue sorelle inviò una foto di Clara Lou in costume da bagno alla Paramount Pictures per farla partecipare al concorso Search for Beauty: parte del premio consisteva in un piccolo ruolo cinematografico. La Sheridan vinse il concorso, firmò un contratto con la Paramount Pictures e abbandonò il college all'età di 19 anni.

### Gli anni alla Paramount Pictures
Il suo ruolo-premio fu una piccola parte nel film Il canto del West nel 1934. Nello stesso anno ricoprì piccoli ruoli (anche non accreditati) in numerosi altri film e lavorando anche come controfigura. L'anno successivo partecipò ad altri dodici film ricoprendo sempre ruoli minori. La Paramount Pictures non fece nulla per sviluppare il suo talento, così nel 1936 l'attrice firmò un contratto con la Warner Bros., cambiando il suo nome in Ann Sheridan. In quello stesso anno sposò l'attore Edward Norris, da cui divorziò nel 1939.

### Il successo
Le sue prospettive di carriera iniziarono ad aumentare e presto la Warner Bros. fece di lei il suo principale sex symbol. Soprannominata Oomph Girl (un nomignolo che odiava), all'inizio degli anni quaranta era già diventata una famosa pin-up. I primi ruoli importanti da lei ricoperti furono nei film Gli angeli con la faccia sporca (1938), in cui recitò accanto a James Cagney e Humphrey Bogart, Gli avventurieri (1939) con Errol Flynn, Strada maestra (1940) ancora con Bogart e George Raft, e La città del peccato (1940), nuovamente accanto a Cagney. Conosciuta inoltre per la sua bella voce, recitò anche in musical come Thank Your Lucky Stars (1943) e Shine On Harvest Moon (1944). Nel 1942 sposò l'attore George Brent, con cui aveva recitato nel film Honeymoon for Three (1931), ma il matrimonio durò soltanto un anno.

### Gli ultimi anni
Nonostante i consensi, la sua carriera iniziò a declinare. Ottenne un buon successo quale spiritosa partner di Cary Grant nella commedia Ero uno sposo di guerra (1949), ma già all'inizio degli anni cinquanta aveva difficoltà a trovare lavoro. Successivamente, negli anni sessanta, recitò nelle soap opera Destini e Pistols 'n' Petticoats. Nel 1966 sposò l'attore Scott McKay. Accanita fumatrice, morì l'anno successivo a causa di un cancro all'esofago e allo stomaco. Venne cremata e le sue ceneri furono deposte nella Chapel of the Pines Crematory a Los Angeles, per poi essere trasferite definitivamente all'Hollywood Forever Cemetery nel 2005.

## Filmografia

### Cinema
- Search for Beauty, regia di Erle C. Kenton (1934) (non accreditata)
- Bolero, regia di Wesley Ruggles (1934)
- Come on, Marines!, regia di Henry Hathaway (1934) (con il nome di Clara Lou Sheridan)
- Il mistero del varietà (Murder at the Vanities), regia di Mitchell Leisen (1934) (non accreditata)
- Shoot the Works, regia di Wesley Ruggles (1934) (non accreditata)
- Il tempio del dottor Lamar (Kiss and Make Up), regia di Harlan Thompson (1934) (con il nome di Clara Lou Sheridan)
- Minaccia (The Notorious Sophie Lang), regia di Ralph Murphy (1934) (non accreditata)
- La signorina curiosa (Ladies Should Listen), regia di Frank Tuttle (1934) (non accreditata)
- You Belong to Me, regia di Alfred L. Werker (1934) (non accreditata)
- Il canto del West (Wagon Wheels), regia di Charles Barton (1934) (non accreditata)
- The Lemon Drop Kid, regia di Marshall Neilan (1934)
- Mrs. Wiggs of the Cabbage Patch, regia di Norman Taurog (1934)
- College Rhythm, regia di Norman Taurog (1934) (non accreditata)
- Ready for Love, regia di Marion Gering (1934) (non accreditata)
- Star Night at the Coconut Grove (1934) (non accreditata)
- La moglie indiana (Behold My Wife), regia di Mitchell Leisen (1934)
- Quartiere cinese (Limehouse Blues), regia di Alexander Hall (1934) (non accreditata)
- One Hour Late, regia di Ralph Murphy (1934) (non accreditata)
- Vissi d'arte (Enter Madame), regia di Elliott Nugent (1935) (con il nome di Clara Lou Sheridan)
- Home on the Range, regia di Arthur Jacobson (1935) (non accreditata)
- Rumba, regia di Marion Gering (1935) (non accreditata)
- Pattuglia allarme (Car 99), regia di Charles Barton (1935)
- Rocky Mountain Mystery, regia di Charles Barton (1935)
- Mississippi, regia di A. Edward Sutherland e, non accreditato, Wesley Ruggles (1935)
- The Red Blood of Courage, regia di John English (1935)
- The Glass Key, regia di Frank Tuttle (1935)
- I crociati (The Crusades), regia di Cecil B. DeMille (1935) (non accreditata)
- Hollywood Extra Girl, documentario di Herbert Moulton (1935)
- Fighting Youth, regia di Hamilton MacFadden (1935)
- Sing Me a Love Song, regia di Ray Enright (1936) (scene cancellate)
- Legione nera (Black Legion), regia di Archie Mayo (1937)
- The Great O'Malley, regia di William Dieterle (1937)
- San Quentin, regia di Lloyd Bacon (1937)
- The Footlosse Heiress, regia di William Clemens (1937)
- Wine, Women, and Horses, regia di Louis King (1937)
- L'isola dei dimenticati (Alcatraz Island), regia di William C. McGann (1937)
- She Loved a Fireman, regia di John Farrow (1937)
- The Patient in Room 18, regia di Bobby Connolly e Crane Wilbur (1938)
- Mystery House, regia di Noel M. Smith (1938)
- Little Miss Thoroughbred, regia di John Farrow (1938)
- Out Where the Stars Begin, regia di Bobby Connolly (1938) (non accreditata)
- Cowboy from Brooklyn, regia di Lloyd Bacon (1938)
- L'ultima recita (Letter of Introduction), regia di John M. Stahl (1938)
- Broadway Musketeers, regia di John Farrow (1938)
- Gli angeli con la faccia sporca (Angels with Dirty Faces), regia di Michael Curtiz (1938)
- Hanno fatto di me un criminale (They Made Me a Criminal), regia di Busby Berkeley (1939)
- Gli avventurieri (Dodge City), regia di Michael Curtiz (1939)
- L'alfabeto dell'amore (Naughty But Nice), regia di Ray Enright (1939)
- Indianapolis Speedway, regia di Lloyd Bacon (1939)
- La reginetta delle nevi (Winter Carnival), regia di Charles Reisner (1939)
- Angeli senza cielo (The Angels Wash Their Faces), regia di Ray Enright (1939)
- Il castello sull'Hudson (Castle on the Hudson), regia di Anatole Litvak (1940)
- It All Came True, regia di Lewis Seiler (1940)
- Zona torrida (Torrid Zone), regia di William Keighley (1940)
- Strada maestra (They Drive by Night), regia di Raoul Walsh (1940)
- La città del peccato (City for Conquest), regia di Anatole Litvak (1940)
- Honeymoon for Three, regia di Lloyd Bacon (1941)
- Navy Blues, regia di Lloyd Bacon (1941)
- Il signore resta a pranzo (The Man Who Came to Dinner), regia di William Keighley (1942)
- Delitti senza castigo (King's Row), regia di Sam Wood (1942)
- Juke Girl, regia di Curtis Bernhardt (1942)
- Wings for the Eagle, regia di Lloyd Bacon (1942)
- Mia moglie ha sempre ragione (George Washington Slept Here), regia di William Keighley (1942)
- La bandiera sventola ancora (Edge of Darkness), regia di Lewis Milestone (1943)
- Thank Your Lucky Stars, regia di David Butler (1943)
- Al chiaro di luna (Shine On Harvest Moon), regia di David Butler (1944)
- Ragazze indiavolate (The Doughgirls), regia di James V. Kern (1944)
- ...e un'altra notte ancora (One More Tomorrow), regia di Peter Godfrey (1946)
- Smarrimento (Nora Prentiss), regia di Vincent Sherman (1947)
- Le donne erano sole (The Unfaithful), regia di Vincent Sherman (1947)
- Il tesoro della Sierra Madre (The Treasure of the Sierra Madre), regia di John Huston (1948) (cameo, non accreditata)
- Sul fiume d'argento (Silver River), regia di Raoul Walsh (1948)
- Il buon samaritano (Good Sam), regia di Leo McCarey (1948)
- Ero uno sposo di guerra (I Was a War Male Bride), regia di Howard Hawks (1949)
- Una famiglia sottosopra (Stella), regia di Claude Binyon (1950)
- Il mistero del marito scomparso (Woman on the Run), regia di Norman Foster (1950) (anche coproduttrice)
- Nervi d'acciaio (Steel Town), regia di George Sherman (1952)
- Just Across the Street, regia di Joseph Pevney (1952)
- Portami in città (Take Me to Town), regia di Douglas Sirk (1953)
- I ribelli dell'Honduras (Appointment in Honduras), regia di Jacques Tourneur (1953)
- L'amore più grande del mondo (Come Next Spring), regia di R.G. Springsteen (1956)
- Sesso debole? (The Opposite Sex), regia di David Miller (1956)
- Woman and the Hunter, regia di George P. Breakston (1957)
- The Far Out West, regia di Joe Connelly (1967)

### Televisione
- The Eddie Cantor Comedy Theater – serie TV, episodio 1x36 (1955)
- Celebrity Playhouse – serie TV, episodio 1x24 (1956)
- Pursuit – serie TV, episodio 1x11 (1958)
- Pistols 'n' Petticoats – serie TV, 27 episodi (1966-1967)

## Riconoscimenti
- Hollywood Walk of Fame
  - 1960 – Stella

## Doppiatrici italiane
- Lydia Simoneschi in Nervi d'acciaio, Hanno fatto di me un criminale, Sesso debole?, Una famiglia sottosopra, Il buon samaritano, I ribelli dell'Honduras
- Dhia Cristiani in Sul fiume d'argento, La città del peccato, La bandiera sventola ancora, …e un'altra notte ancora, Il castello sull'Hudson
- Rosetta Calavetta ne Gli angeli con la faccia sporca, Zona torrida
- Giovanna Scotto ne Il mistero del marito scomparso
- Maria Pia Di Meo in Ero uno sposo di guerra (ridoppiaggio 1965)
- Melina Martello ne Gli angeli con la faccia sporca (ridoppiaggio 1975)
- Pinella Dragani ne Il signore resta a pranzo (ridoppiaggio 1991)